# Boswellia ameero
Boswellia ameero is een soort uit de familie Burseraceae. De soort is endemisch op het eiland Socotra, gelegen in de Indische Oceaan ten zuiden van Jemen.  De soort komt daar voor in droge bossen met bladverliezende bomen en groeit voornamelijk op hoogtes tussen de 500 en 750 meter. De populaties van de soort komen verspreid voor op het eiland en zijn enigszins gefragmentariseerd. De soort wordt soms gebruikt voor de hars, maar niet voor commercieel gewin.  
De soort staat op de Rode Lijst van de IUCN geklasseerd als 'kwetsbaar'.